# Herniaria lusitanica
Herniaria lusitanica é uma espécie de planta com flor pertencente à família Caryophyllaceae. 
A autoridade científica da espécie é Chaudhri, tendo sido publicada em A Revision of the Paronychiinae 341. 1968.

## Portugal
Trata-se de uma espécie presente no território português, nomeadamente os seguintes táxones infraespecíficos:
- Herniaria lusitanica subsp. berlengiana - presente em Portugal Continental. Em termos de naturalidade é endémica da região atrás referida. Encontra-se protegida por legislação portuguesa ou da Comunidade Europeia, nomeadamente pelo Anexo II e IV da Directiva Habitats.
- Herniaria lusitanica subsp. lusitanica - presente em Portugal Continental. Em termos de naturalidade é endémica da Península Ibérica. Não se encontra protegida por legislação portuguesa ou da Comunidade Europeia.